# Svartisen
Svartisen (norveško črni led) je drugi največji norveški ledenik s 370 km² in je v okrožju (fylke) Nordland, tik nad arktičnim krogom v narodnem parku Saltfjellet-Svartisen severozahodno od mesta Mo i Rana, v občinah Beiarn, Meløy, Rana in Rødøy. Skupaj ima 60 ledeniških rokavov. Med dvema glavnima ledenikoma, Østisenom in Vestisenom, leži dolina Vesterdalen:
- Vestisen ali Vestre Svartisen ('zahodni Svartisen') ima površino 221 kvadratnih kilometrov, zaradi česar je drugi največji ledenik na norveški celini za ledenikom Jostedalsbreen. (Na Svalbardu so večji ledeniki.)
- Østisen ali Østre Svartisen ('vzhodni Svartisen') ima površino 148 kvadratnih kilometrov, zaradi česar je četrti največji ledenik v državi.

Na območju, ki obdaja Svartisen, je tudi več manjših ledenikov, kot sta Glombreen v severnem delu Meløya in Simlebreen v Beiarnu. Eden od izhodnih ledenikov Svartisena, Engabreen, se konča na najnižji točki katerega koli ledenika na evropski celini, na 20 metrih nad morsko gladino (leta 2007). Norveški direktorat za vodne vire in energijo spremlja masno bilanco ledenika od leta 1970 in upravlja podledeniški laboratorij pod Engabreenom.
Voda iz ledenika se zbira in uporablja za proizvodnjo hidroenergije prek odtekanja v potoke in jezera ter skozi zajetja, izvrtana pod Engabreenom.

## Ime
Prvi element je svart, pomeni 'črn', zadnji element pa je končna oblika za 'led' ali 'ledenik'. Stari led na ledeniku je precej temnejši od svežega ledu in novozapadlega snega.

## Zgodovina
Østisen se je okoli leta 1900 razdelil na dva ledeniška rokava. Vzhodni je segal v ledeniško jezero Svartisvatnet. V naslednjih 50 letih se je ledenik močno umaknil in ni več dosegel jezera. Medtem ko je bilo čelo ledenika še leta 1910 od ledeniškega jezera oddaljeno le 50 m, je bilo leta 1945 oddaljeno že 1000 m. Zaradi umika ledenika je na zahodnem robu ledeniškega rokava nastalo še eno ledeniško jezero, Austerdalsvatnet. Ko se je led še naprej umikal, je jezero vsako leto postajalo večje. Stopljena voda z ledenika je prvotno tekla proti zahodu pod ledom v Svartisvatnet in skozi Røvasstal. To je poleti povzročilo številne poplave, ki so povzročile veliko škodo. Problem so rešili leta 1959 z dokončanjem predora. To omogoča nadzorovano odtekanje stopljene vode. Ustje predora se lahko obišče na poti od Svartisvatneta do ledenika. Še leta 1982 se je Østisen raztezal čez celotno kotlino, kjer je danes Austerdalsvatnet. Led je končal v dnu doline v južnem delu kotline. Julija 1982 se je odlomil spodnji del rokava ledenika. V samo enem tednu se je rob ledenika umaknil več kot 100 m nad vodo. Junija 1987 se je večji del rokava ledenika, ki je bil po velikem odlomu še vedno v vodi, odtalil. Globalno segrevanje naj bi bilo eden od vzrokov za umik, vendar pa umik ledenika pred drugo svetovno vojno kaže, da so možni tudi drugi vzroki.

## Ogled znamenitosti
Ledenik Svartisen je lahko dostopen iz mesta Mo i Rana. Cesta vodi skozi Røvassdalen do Svartisvatneta. V poletni sezoni je možnost vožnje s čolnom po jezeru. Prehod traja 15 minut. Nato se lahko sprehodi do Austerdalsvatneta in približno 1 km do ledeniškega jezika po dobro označeni pohodniški poti, dolgi približno 3 km.
Druga možnost ogleda je iz Holandsvike v Meløyu jugovzhodno od Halse. Tudi tu se najprej pelje s čolnom, nato pa prehodi nekaj več kot pet kilometrov. Lokalni organizatorji potovanj lahko obiskovalce v spremstvu vodnika popeljejo na izlet po ledeniškem ledu.

## Druga literatura
- Svartisen, Scott Polar Research Institute, Department of Geography, University of Cambridge
- Glacier changes at Svartisen, northern Norway, during the last 125 years: Influence of climate and other factors, Wilfred H. Theakstone, Journal of Earth Science, 21, 123–136, 26 March 2010. DOI: https://doi.org/10.1007/s12583-010-0011-6
- Geodetic mass balance of the western Svartisen ice cap, Norway, in the periods 1968–1985 and 1985–2002, Torborg Haug, Cecilie Rolstad, Hallgeir Elvehøy, Miriam Jackson and Ivar Maalen-Johansen, Annals of Glaciology, Volume 50, Issue 50, 2009, pp. 119-125, DOI: https://doi.org/10.3189/172756409787769528